# Mesrop Maschtoz

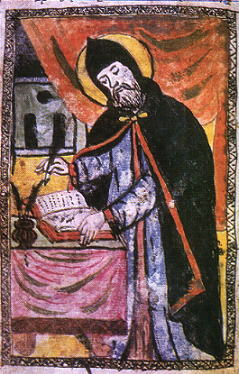
Mesrop in einem Manuskript aus dem Jahre 1776

Mesrop Maschtoz anhörenⓘ (armenisch Մեսրոպ Մաշտոց, wissenschaftliche Transliteration Mesrop Maštoc' , zur korrekten Aussprache auch Mesrop Maschtots geschrieben; * etwa 360 in Hatsik, Provinz Taron in Armenien; † 17. Februar 440 in Etschmiadsin) war ein armenischer Heiliger und Entwickler des armenischen Alphabets. Die Umschrift nach der westarmenischen Aussprache lautet Mesrob Maschdods.

## Leben
Sein Geburtsort Hatsik (Hatsekats) in der heutigen Provinz Muş im Osten der Türkei lag in der Nähe des altarmenischen Kultortes Aschtischat, an dem Gregor der Erleuchter nach der Überlieferung Anfang des 4. Jahrhunderts den ersten armenischen Kirchenbau gründete. Nach einer hellenistischen Ausbildung in Antiochien und einer Zeit als Soldat im Dienste des armenischen Königs in Wagharschapat wurde Mesrop Mönch und erhielt 392 die Priesterweihe. Da keine Bibel in armenischer Sprache zur Verfügung stand und die armenische Sprache bis dahin keine Schriftsprache war, begann Mesrop mit Hilfe anderer Kirchengelehrter, ein 36-buchstabiges Alphabet für die armenische Sprache zu entwickeln, das unter anderem auf dem griechischen Alphabet beruhte. Später übersetzte er Teile der Bibel von syrischen Texten zusammen mit dem Katholikos Sahak (387–439) und anderen in sein armenisches Alphabet. Die erste armenische Bibel war 435 fertiggestellt, ergänzende Übersetzungen aus dem Griechischen folgten. Zudem beteiligte er sich maßgeblich an der Missionierung Armeniens.
Eine hagiographische Biographie Mesrops verfasste sein Schüler Koriun.

## Ehrungen
Mesrops Grabmal wird in der nach ihm benannten Kirche im Dorf Oschakan (etwa 15 Kilometer nordwestlich von Jerewan) verehrt. Auf dem Kirchengelände stehen 36 moderne Chatschkare, von denen jeder nach einem Buchstaben des Alphabets gestaltet ist.
In der Innenstadt von Jerewan befindet sich sein Denkmal am Matenadaran. Sowohl in der Sowjetunion als auch im unabhängigen Armenien wurden zu Mesrops Ehren Briefmarken herausgegeben. Ein am 26. Juli 1993 gestifteter Orden Armeniens ist der Orden des Heiligen Mesrop Maschtoz.

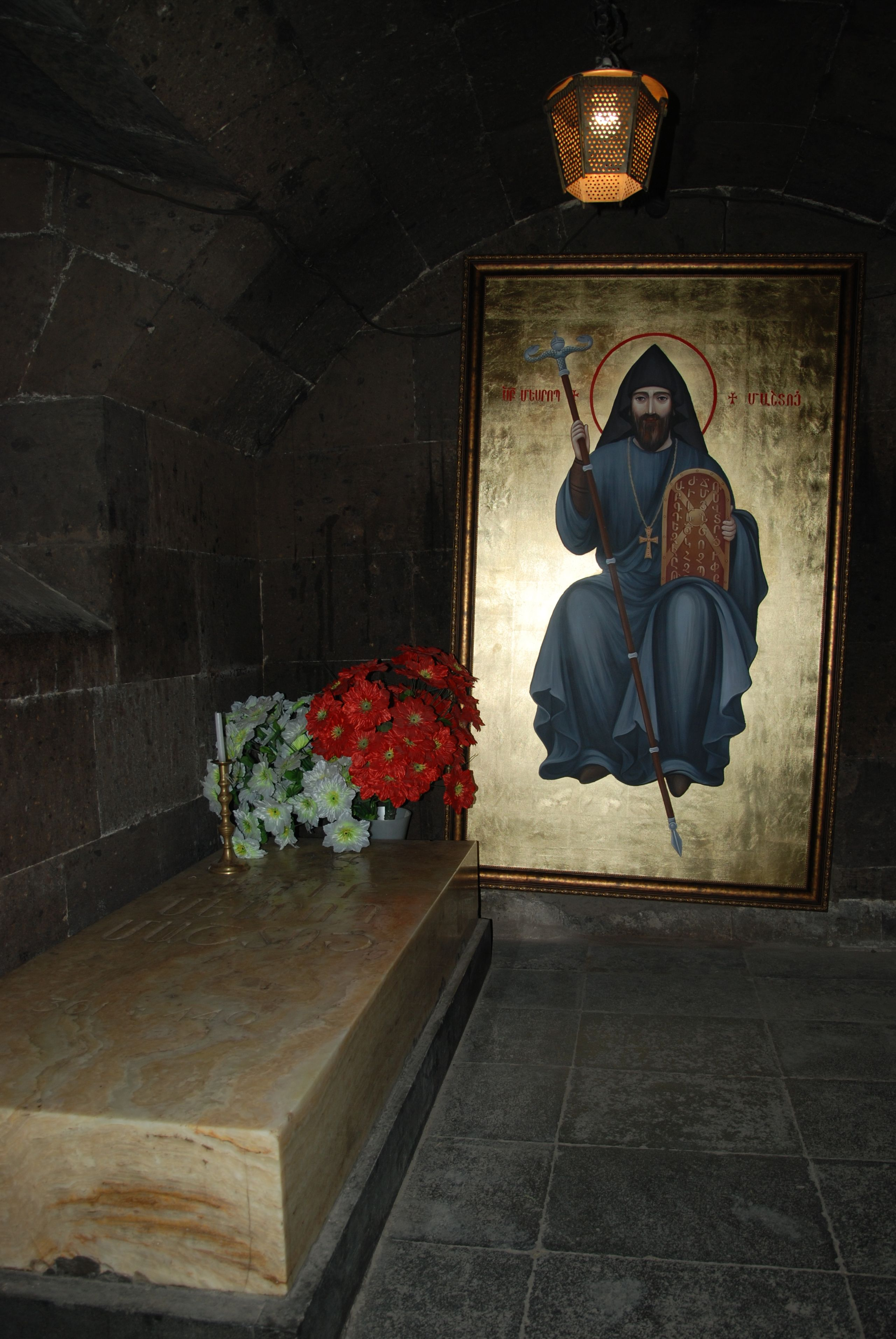
Mesrops Grab in Oschakan
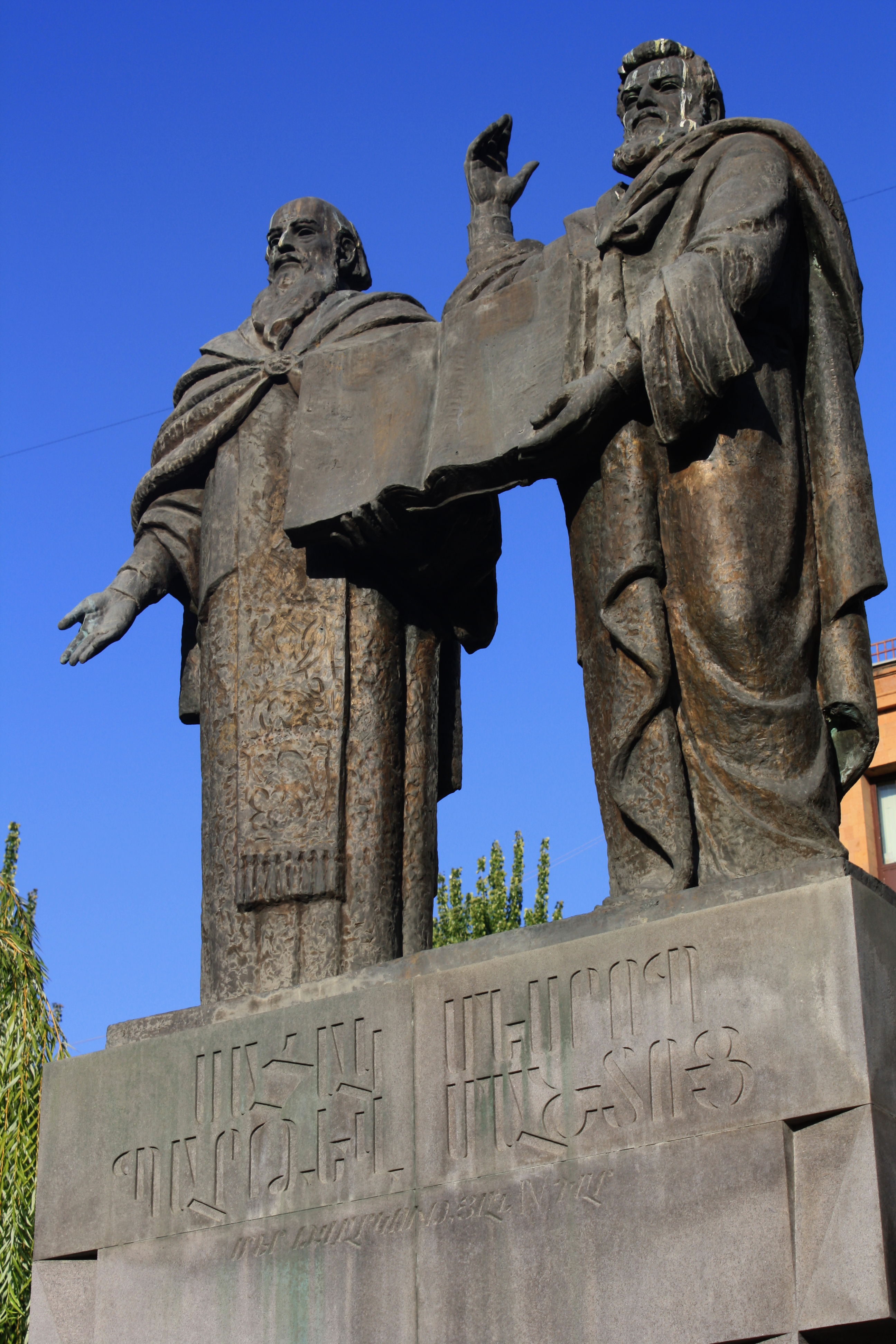
Isaak-Mesrop-Denkmal (Ara Sargsjan, 1943) vor der Staatlichen Universität Jerewan
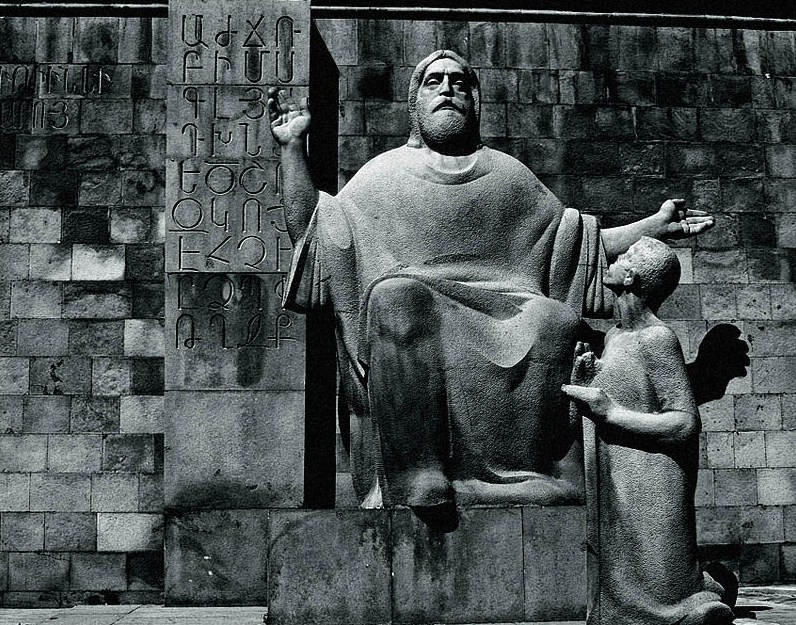
Mesrop-Denkmal (Ghukas Tschubarjan, 1961) vor dem Matenadaran, Jerewan